# 前田卓
前田 卓（まえだ つな、慶応4年6月17日〈1868年8月5日〉 - 昭和13年〈1938年〉9月6日）は、明治から昭和時代にかけての女性。前田案山子の次女。夏目漱石の『草枕』の那美のモデルとなった女性である。孫文や黄興ら中国の革命家が日本で作った「中国革命同盟会（のちの中国同盟会）」を支援したことでも知られる。

## 生涯
熊本県玉名郡小天村（現・玉名市天水町）に生まれる。父は小天村の広大な土地を所有する裕福な郷士の出身で、武芸にすぐれ熊本藩主細川慶順（維新後、韶邦）の護衛などをつとめていた前田覚之助（維新後、案山子と改名）である。前田案山子は小天村に戻り、改革に取り組んだ、2代藩知事、細川護久に共鳴し、村に学校を作り、衆望を集め、自由民権運動の熊本における中心的人物となり、明治23年、第1回衆議院選挙で国会議員となる人物である。卓は父の方針で武芸も学び、民権家が集まる家で、男女同権論を唱える岸田俊子などを知った。明治20年（1887年）、玉名郡高道村の民権運動家で豪農の長男、植田耕太郎と結婚したが、植田の封建的な考えと合わず1年後に離婚、その後民権運動家の永塩亥太郎と事実婚するが、別れ明治29年（1896年）、頃には小天村に戻った。小天の湯の浦には国会議員を一期で退いた、案山子の温泉付きの別邸があり、それに部屋をつぎたして旅館としており、卓がしきった。明治30年（1897年）頃、熊本の第五高等学校 (旧制) の教師であった漱石は、山川信二郎とこの旅館を何度か訪れた。明治39年（1906年）に発表された『草枕』は前田家別邸を舞台とし、卓は「那美」として描かれることになった。この間、卓は、明治37年（1904年）に軍人の加藤錬太郎と結婚するが一年で離婚した。
明治37年（1904年）に父親が死亡し、遺産としてわずかばかりの書画骨董を受け取り、明治38年（1905年）、上京し、同年結成された孫文や黄興の「中国同盟会」の機関紙『民報』を発行する民報社に住み込みで働きはじめ、ここに集まる革命家や中国人留学生の世話をするようになった。中国人革命家の密航を助けることもあり、また資金面での援助もおこなった。明治41年（1908年）、『民報社』は清国の要請をうけた日本政府から発行禁止処分を受けた。明治43年（1910年）から、東京市養育院で働きはじめた。明治44年（1911年）、辛亥革命が成功するが革命の経緯はかならずしも卓らの望んだものにならなかった。大正4年（1915年）、異母弟、利鎌を養子とし、翌年、漱石と再会するが、卓は『草枕』の那美のモデルとして報道に扱われ、漱石との関係を興味本位に取り上げられることをきらった。漱石没後、夏目鏡子や松岡譲とも交際した。昭和13年（1938年）、赤痢で病死した。

## 系譜
- 父：前田案山子
- 母：前田キヨ
  - 長姉：シゲ
  - 長兄：下学
  - 次兄：清人
  - 妹：槌 - 宮崎滔天の妻となる
  - 弟：九二四郎 - 中国人革命家の黄興の世話をする。
  - 異母弟：利鎌 - 案山子の愛人の子、大正4年（1915年）に17歳で卓の養子となる。第一高等学校 (旧制) に入学し、大正5年（1916年）から漱石の木曜会に参加するようになる。東京工業大学の哲学の教授になるが32歳で没する。

## 参考資料
- 安住恭子『「草枕」の那美と辛亥革命』 白水社、2012年3月 ISBN 9784560082041